# گومور دهنه
گومور دهنه (به ترکی آذربایجانی: Gömürdəhnə) یک منطقه مسکونی در جمهوری آذربایجان است که در شهرستان قوبا واقع شده‌است. گومور دهنه ۲۲۷ نفر جمعیت دارد.